# The Buffalo News
The Buffalo News é o jornal diário da área metropolitana de Buffalo – Niagara Falls, localizado no 1 News Plaza, no centro de Buffalo, Nova York. O jornal pertence à Berkshire Hathaway, de Warren Buffett. Foi por décadas o único jornal de propriedade total dessa empresa.

## História

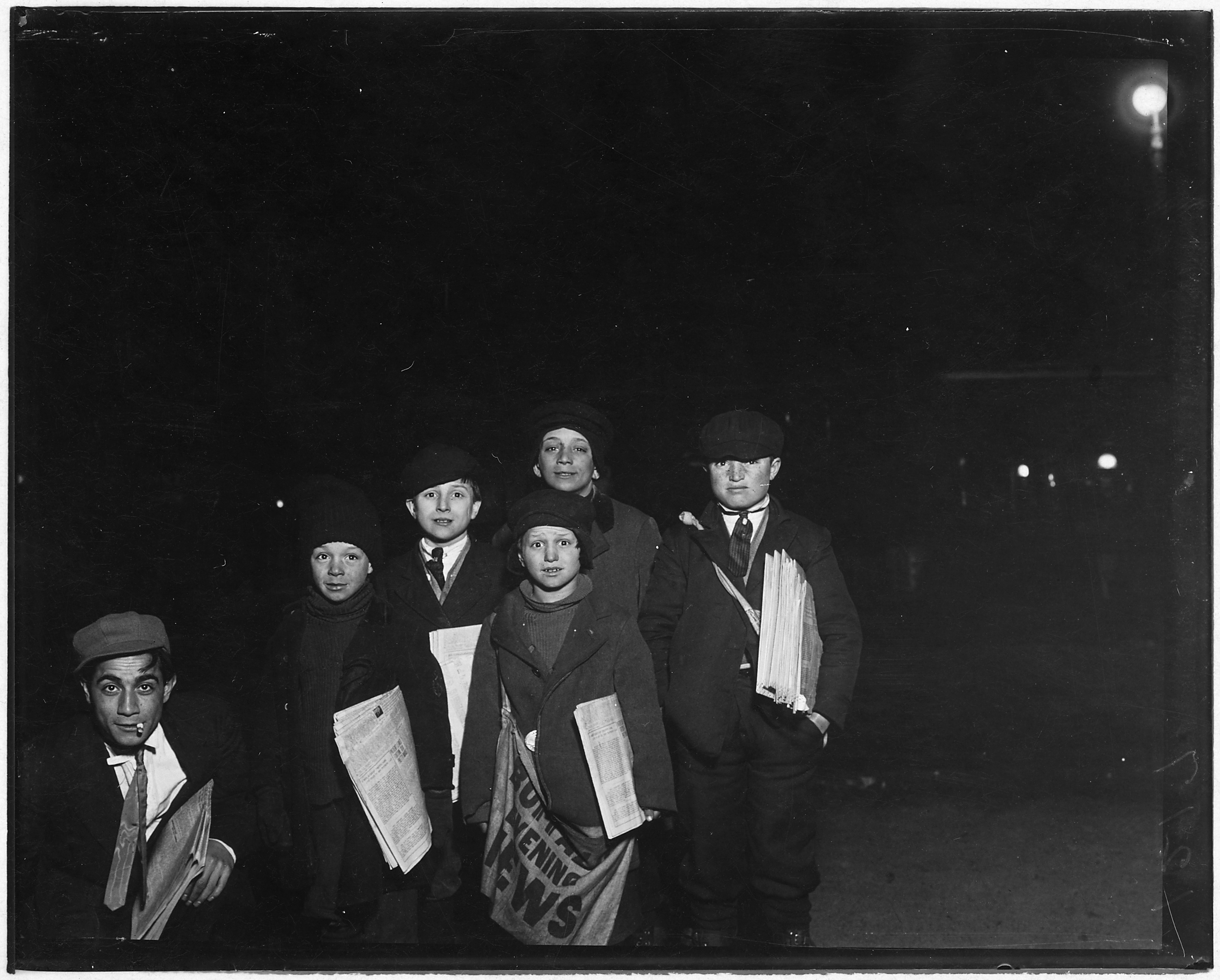
Ardinas do Buffalo Evening News, 1910

O News foi fundado em 1873 por Edward Hubert Butler, Sr. como um jornal de domingo. Em 1880, começou a publicar edições diárias também e, em 1914, tornou-se uma inversão de sua existência original, publicando de segunda a sábado, sem publicação no domingo. Durante a maior parte de sua vida, o News ficou conhecido como The Buffalo Evening News. O acordo de um cavalheiro entre o Evening News e o Buffalo Courier-Express significava que o Evening News seria apenas à noite e o Courier-Express seria apenas a manhã. Até 1977, o News não publicava aos domingos por causa do acordo, e sua edição de fim de semana aparecia na noite de sábado.
A família Butler possuía o Evening News até 1977, quando a proprietária e editora de longa data Katherine Butler, neta do fundador, morreu e não deixou herdeiros. As propriedades do Evening News foram colocadas em sigilo, que vendeu o Evening News para a Berkshire Hathaway. Os novos proprietários começaram a publicar nas manhãs de sábado e domingo. Após um período de declínio financeiro, o Courier-Express publicou sua última edição em 19 de setembro de 1982. O Evening News encurtou seu nome para The Buffalo News e se tornou um jornal diário, publicando duas edições sete dias por semana.
Em 1º de outubro de 2006, o News anunciou que abandonaria sua edição noturna no final daquele mês.

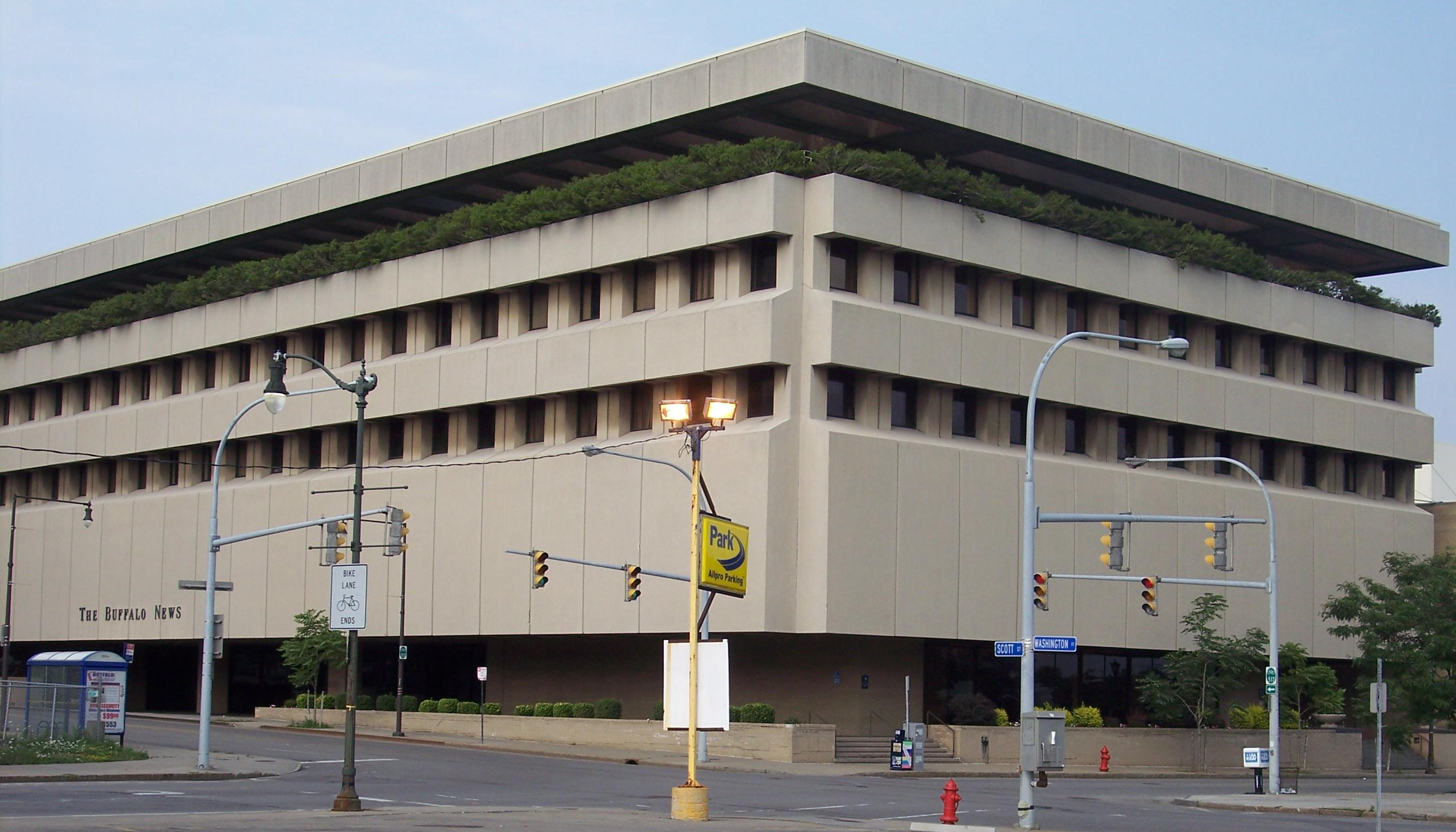
Edifício Buffalo News

The Buffalo News publicou três edições da manhã (Western New York, Final e Niagara) que aparecem on-line no BuffaloNews.com, alcançando mais de 400.000 leitores, em oito municípios por dia. Essas edições separadas foram eliminadas em 2018 e consolidadas em uma única edição final, em resposta à falta de papel de jornal.
O News Designated Market Area tinha a maior população adulta no norte do estado de Nova York. Condados na área de circulação total: Nova York - Allegany, Cattaraugus, Chautauqua, Chemung, Erie, Genesee, Livingston, Monroe, Niagara, Ontário, Steuben, Wyoming; Pensilvânia - Cameron, Erie, McKean, Potter, Warren.[carece de fontes?]
O jornal fundou e possuía as estações de rádio e televisão WBEN, que agora são WIVB (Canal 4), WBEN (930), WYRK (106.5) e WTSS (102.5), respectivamente. As estações de rádio agora pertencem a empresas separadas (WBEN e WTSS agora são mantidas pela Entercom; WYRK pela Townsquare Media), mas em 2014, o WIVB voltou sob co-posse parcial, com o News quando o Buffett's Media General se fundiu com a empresa-mãe do WIVB, LIN Media.
A versão on-line do The Buffalo News opera sob um paywall flexível, permitindo um número limitado de visualizações de página por semana. Todo o conteúdo relacionado ao Buffalo Bills, com a marca "BN Blitz", está por trás de um pagamento difícil.

## Prêmios Pulitzer

Primeira página do Buffalo Evening News de 21 de julho de 1969, com o pouso na lua da Apollo 11.

Os jornalistas do Buffalo News e do Buffalo Evening News ganharam quatro prêmios Pulitzer:
- Em 1958, Bruce Shanks recebeu o prêmio Editorial Cartooning por sua peça de 10 de agosto de 1957, "The Thinker", detalhando a corrupção sindical.
- Em 1961, Edgar May recebeu o prêmio Relatórios Locais por sua série "Nosso Dilema Caro", sobre a necessidade de reforma do sistema de bem-estar do estado de Nova York. A série desencadeou debates sobre a reforma do bem-estar em todo o país.
- Em 1990, Tom Toles trouxe para o News seu segundo prêmio Editorial de Cartum, por seu trabalho ao longo do ano (embora sua peça "Primeira Emenda" tenha sido citada como a obra que merecia o prêmio). (Toles atualmente atua como cartunista editorial no The Washington Post, onde sucedeu o falecido Herbert Block, conhecido como Herblock)
- Em 2015, Adam Zyglis ganhou o Prêmio Pulitzer de Editorial Cartooning por usar, na citação do comitê, "imagens fortes para se conectar com os leitores e transmitir camadas de significado em poucas palavras".

Jornalistas da News foram finalistas para outros três Prêmios Pulitzer, mas não ganharam:
- Toles (1985 e 1996, para Editorial Cartooning) e,
- James Heaney (1993, para Investigative Reporting).

Outros jornalistas que ganharam prêmios incluem Richard J. Burke, que em 1972 ganhou o Prêmio da Associated Press do Estado de Nova York por sua série de artigos sobre ciclismo no oeste de Nova York.[carece de fontes?]

## Editores e publicadores anteriores
- Edward H. Butler - Publicador, 1880-1914: fundador
- Edward H. Butler Jr. - Publicador, 1914 - 1956: filho de Butler Sr
- James H. Righter - Publicador, 1956-1971
- Kate M. Robinson Butler - Publicador, 1971 - 1974: esposa de Butler Jr
- Henry Z. Urban - Publicador, 1974-1983
- Stanford Lipsey - Publicador, 1983 - 2013
- Alfred H. Kirchhofer - Editor, 1956-1966
- Paul E. Neville - Editor, 1966-1969
- Murray B. Light - Editor, 1979-1999
- Margaret M. Sullivan - Editora, 1999 - 2012
- Michael K. Connelly - Editor, 2012 - presente
- Warren T. Colville - Publicador, 2013 - presente

Apenas três membros da família Butler eram publicadores.